# Adelbert Schusser
Adelbert Schusser (geboren 1944 in Klagenfurt) ist ein österreichischer Historiker, Philologe und Autor und publizierte insbesondere zur Musikgeschichte und Numismatik am Historischen Museum der Stadt Wien.

## Leben
Adelbert Schusser studierte Geschichte und Italienische Philologie an der Universität Wien. 1972 bis 1977 arbeitete er als Vertragslehrer in Niederösterreich und an verschiedenen Wiener Gymnasien.
1977 übernahm er die Aufgaben des Referenten für Musikgeschichte und Numismatik am Historisches Museum der Stadt Wien.

## Schriften (Auswahl)
- Reingard Witzmann, Hans Bisanz (Verf.), Adelbert Schusser, Wilhelm Deutschmann (Mitarb.): Das Wiener Kaffeehaus. Von den Anfängen bis zur Zwischenkriegszeit. 66. Sonderausstellung des Historischen Museums der Stadt Wien, 12. Juni – 26. Oktober 1980, Wien: Museen der Stadt Wien, 1980
- Otto Erich Deutsch (Zusammenstellung und Text), Adelbert Schusser (Neubearb.): Die Schubert-Gedenkstätten der Museen der Stadt Wien, Wien: Museen der Stadt, 1985
- Musik im mittelalterlichen Wien, 103. Sonderausstellung des Historischen Museums der Stadt Wien vom 18. Dezember 1986 bis 8. März 1987, Wien: Historisches Museum, 1986
- Adelbert Schusser (Bearb.): Haydn-Museum. Haydns Wohn- und Sterbehaus, Wien 6, Haydngasse 19, Hrsg.: Museen der Stadt Wien; Haydn-Museum, 2. Auflage, Wien: Museen der Stadt Wien, 1987
- Adelbert Schusser, Reingard Witzmann: Johann Strauss. Johann-Strauss-Gedenkstätte. Wien: Historisches Museum, [1994]
- Joseph Haydn. Joseph-Haydn-Gedenkstätte mit Brahms-Gedenkraum, Wien: Historisches Museum, [1994]
- Ludwig van Beethoven. Ludwig van Beethoven, „Pasqualatihaus“, Wien: Historisches Museum, [1994]
- Wolfgang Amadeus Mozart. Wolfgang Amadeus Mozart „Figarohaus“ Wien 1, Domgasse 5; Hrsg.: Historisches Museum der Stadt Wien, Wien: Historisches Museum, [1996]
  - Wolfgang Amadeus Mozart „Figarohaus“, Vienna, 1o distretto, Domgasse 5. Museo Storico del Comune di Vienna. Progetto scientifico e testi del catalogo Adelbert Schusser. Trad. Paolo Sturm (= Memoriali dei grandi musicisti), Vienna: Museo Storico del Comune di Vienna, 2000
- Adelbert Schusser (Konzept, wiss. Inhalt), Wladimir Aichelburg et al. (Text): Vom Pfennig zum Euro. Geld aus Wien. 7. Februar – 24. März 2002, Wien: Historisches Museum der Stadt Wien, 2000